# Torneio Início do Campeonato Carioca
Torneio Início foi um campeonato de futebol do Rio de Janeiro, marcado pelo peculiar regulamento, que determinava que todos os jogos fossem realizados num mesmo dia, no mesmo estádio.

## História
O Torneio Início foi criado em 1916 pela Associação de Cronistas Desportivos (entidade atualmente denominada Associação de Cronistas Esportivos do Rio de Janeiro, Acerj), com renda em benefício da instituição denominada Patronato de Menores e cerca de 5.000 espectadores presentes ao campo do Fluminense.
Em suas primeiras edições, foi chamado de “Initium” e deixou de ser realizado apenas seis vezes, até sua última edição, em 1967. Houve uma edição especial em 1977, dez anos depois do fim do torneio, que é considerada como oficial para a relação de campeões.
Algumas regras do futebol foram modificadas para as competições do Torneio Início. Como todos os jogos deveriam ser realizados num único dia, as partidas duravam apenas 20 minutos (10 por tempo), sendo que apenas na final o tempo era maior: 60 minutos (30 para cada tempo).
Além disso, o desempate foi resolvido de duas formas diferentes, dependendo do ano da disputa: ou pelo número de escanteios ou por disputa de pênaltis (contudo, nesse caso, havia três rodadas de pênaltis por equipe até a definição do vencedor - e todos os pênaltis deveriam ser batidos pelo mesmo jogador).
Definição dada pelo Globo Esporte: "O Torneio Início foi uma competição disputada entre 1918 e 1965 e era realizada em apenas um dia, no mesmo estádio, na véspera da abertura do Carioca. As partidas tinham apenas 20 minutos de duração, sendo dois tempos de 10 minutos, e apenas a final era mais longa, com 60 minutos. Se houvesse empate, o campeão era quem tivesse o maior número de escanteios a favor."

## Lista de campeões

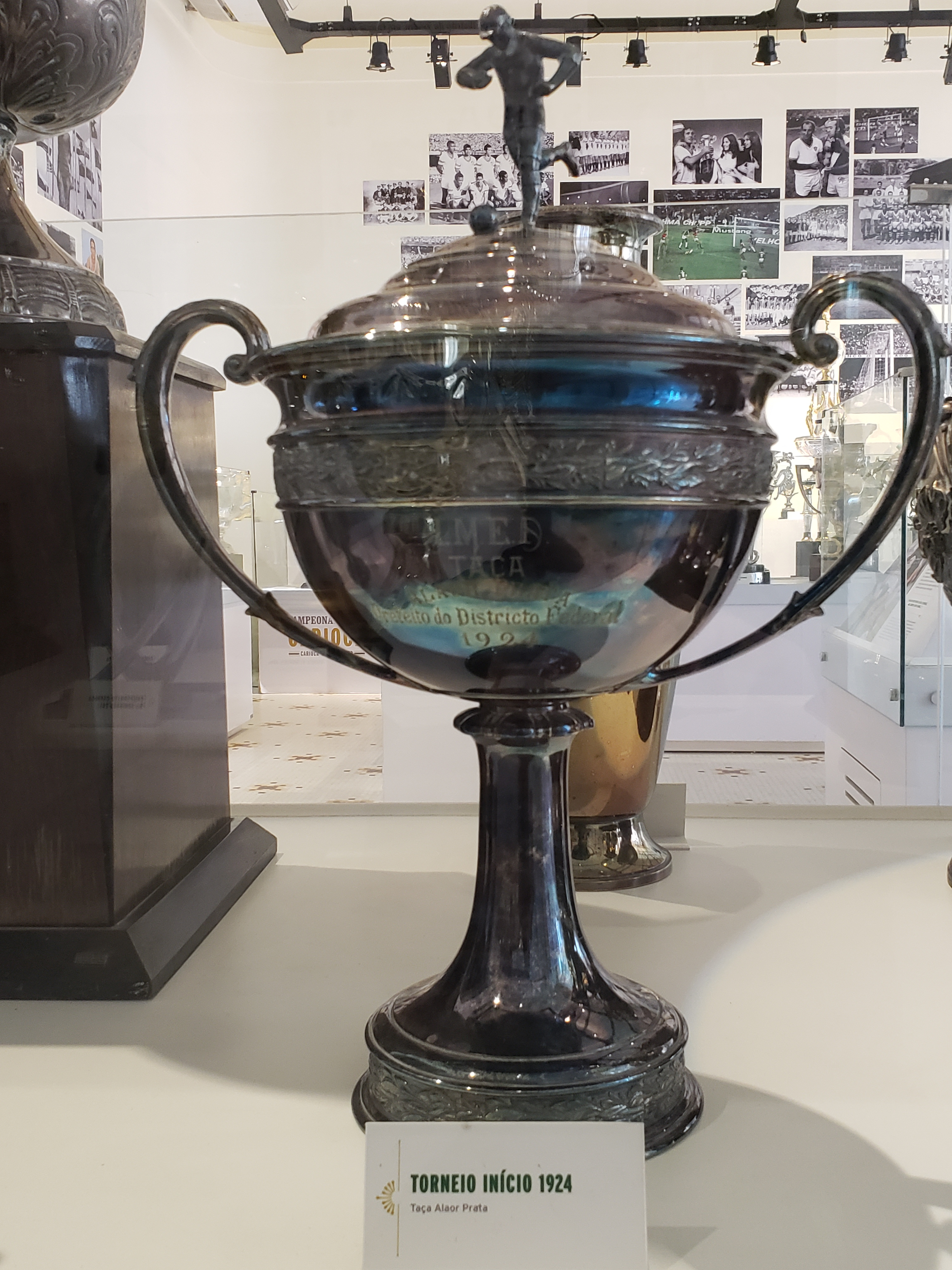
Torneio Início de 1924

| Ano  | Campeão                                  | Vice                             | Data                                   |
| ---- | ---------------------------------------- | -------------------------------- | -------------------------------------- |
| 1916 | Fluminense                               | America                          | 16 de abril de 1916                    |
| 1918 | São Cristóvão                            | Fluminense                       | 21 de março de 1918                    |
| 1919 | Carioca                                  | Fluminense                       | 30 de março de 1919                    |
| 1920 | Flamengo                                 | São Cristóvão                    | 4 de abril de 1920                     |
| 1921 | Palmeiras                                | Vasco da Gama                    | 27 de março de 1921                    |
| 1922 | Flamengo                                 | Andaraí                          | 26 de março de 1922                    |
| 1923 | Mackenzie                                | Flamengo                         | 8 de abril de 1923                     |
| 1924 | Fluminense (AMEA) Andarahy (LMDT)        | Flamengo (AMEA)                  | 27 de abril de 1924 11 de maio de 1924 |
| 1925 | Fluminense                               | São Cristóvão                    | 19 de abril de 1925                    |
| 1926 | Vasco da Gama (AMEA) Campo Grande (LMDT) | Flamengo (AMEA) Confiança (LMDT) | 28 de março de 1926 (AMEA)             |
| 1927 | Fluminense(¹) (AMEA) Modesto (LMDT)      | São Cristóvão(¹) (AMEA)          | 24 de abril de 1927 (AMEA)             |
| 1928 | São Cristóvão                            | Flamengo                         | 1 de abril de 1928                     |
| 1929 | Vasco da Gama                            | America                          | 31 de março de 1929                    |
| 1930 | Vasco da Gama                            | Bangu                            | 23 de março de 1930                    |
| 1931 | Vasco da Gama                            | Fluminense                       | 29 de março de 1931                    |
| 1932 | Vasco da Gama (AMEA) Deodoro (LMDT)      | Botafogo (AMEA)                  | 17 de abril de 1932 (AMEA)             |
| 1933 | São Cristóvão                            | Botafogo                         | 16 de abril de 1933                    |
| 1934 | Botafogo (AMEA) Bangu (LCF)              | Mavilis (AMEA) America (LCF)     | 1 de abril de 1934 25 de março de 1934 |
| 1937 | São Cristóvão                            | Botafogo                         | 4 de abril de 1937                     |
| 1938 | Botafogo                                 | São Cristóvão                    | 10 de abril de 1938                    |
| 1939 | Madureira                                | Flamengo                         | 26 de março de 1939                    |
| 1940 | Fluminense                               | São Cristóvão                    | 14 de abril de 1940                    |
| 1941 | Fluminense                               | Madureira                        | 27 de abril de 1941                    |
| 1942 | Vasco da Gama                            | Madureira                        | 29 de março de 1942                    |
| 1943 | Fluminense                               | Madureira                        | 28 de março de 1943                    |
| 1944 | Vasco da Gama                            | Flamengo                         | 26 de março de 1944                    |
| 1945 | Vasco da Gama                            | Botafogo                         | 22 de abril de 1945                    |
| 1946 | Flamengo                                 | America                          | 30 de junho de 1946                    |
| 1947 | Botafogo                                 | Olaria                           | 26 de julho de 1947                    |
| 1948 | Vasco da Gama                            | Olaria                           | 4 de julho de 1948                     |
| 1949 | America                                  | Bangu                            | 26 de junho de 1949                    |
| 1950 | Bangu                                    | Vasco da Gama                    | 30 de julho de 1950                    |
| 1951 | Flamengo                                 | Bangu                            | 29 de julho de 1951                    |
| 1952 | Flamengo                                 | Vasco da Gama                    | 12 de agosto de 1952                   |
| 1953 | Canto do Rio                             | Vasco da Gama                    | 5 de julho de 1953                     |
| 1954 | Fluminense                               | Flamengo                         | 15 de agosto de 1954                   |
| 1955 | Bangu                                    | Vasco da Gama                    | 31 de julho de 1955                    |
| 1956 | Fluminense                               | Bonsucesso                       | 15 de julho de 1956                    |
| 1957 | Madureira                                | Vasco da Gama                    | 14 de julho de 1957                    |
| 1958 | Vasco da Gama                            | Madureira                        | 6 de julho de 1958                     |
| 1959 | Flamengo                                 | Madureira                        | 5 de julho de 1959                     |
| 1960 | Olaria                                   | Vasco da Gama                    | 17 de julho de 1960                    |
| 1961 | Botafogo                                 | Flamengo                         | 16 de julho de 1961                    |
| 1962 | Botafogo                                 | Canto do Rio                     | 24 de junho de 1962                    |
| 1963 | Botafogo                                 | Campo Grande                     | 23 de junho de 1963                    |
| 1964 | Bangu                                    | São Cristóvão                    | 28 de junho de 1964                    |
| 1965 | Fluminense                               | Flamengo                         | 7 de setembro de 1965                  |
| 1967 | Botafogo                                 | Madureira                        | 9 de julho de 1967                     |
| 1977 | Botafogo                                 | Vasco da Gama                    | 13 de março de 1977                    |

(¹) O Torneio foi anulado pela AMEA em virtude de se ter verificado erro de direito na inclusão do jogador Lagarto, do Fluminense, como reserva no penúltimo jogo do Tricolor, a pedido deste clube, ao verificar o seu erro posteriormente.

## Títulos por time
Vasco da Gama: 10 títulos

Fluminense: 9 títulos (¹)

Botafogo: 8 títulos

Flamengo: 6 títulos

Bangu: 4 títulos

São Cristóvão: 4 títulos

Madureira: 2 títulos

America: 1 título

Andarahy: 1 título

Canto do Rio: 1 título

Carioca: 1 título

Mackenzie: 1 título

Modesto: 1 título

Olaria: 1 título

Palmeiras: 1 título

Deodoro: 1 título

Campo Grande: 1 título
(¹) Em 1927, tendo conquistado o título no campo, o Fluminense pediu a sua anulação em virtude de ter infringido o regulamento, ao incluir em seus quadros, dois substitutos, em ofício enviado à AMEA.